# ۶۴۳ (قمری)
۶۴۳ (قمری)، ششصد و چهل و سومین سال در گاهشماری هجری قمری است. اول محرم این سال برابر با بیست و نهم مه سال ۱۲۴۵ میلادی است.